# Cathédrale d'Arundel
Pour les articles homonymes, voir Arundel.
La cathédrale d'Arundel, de son nom complet cathédrale Notre-Dame-et-Saint-Philippe-Howard (en anglais : cathedral Church of Our Lady and St Philip Howard), est une cathédrale catholique située à Arundel, en Angleterre. Consacrée en 1873, elle est devenue une cathédrale à la fondation du diocèse d'Arundel et Brighton en 1965. Elle sert maintenant de siège à l'évêché d'Arundel et Brighton.
L'emplacement de la cathédrale, la construction et sa conception doivent beaucoup à la famille Howard, qui, en tant que ducs de Norfolk et comtes d'Arundel, sont les représentants catholiques de langue anglaise les plus importants dans la pairie d'Angleterre.
En 1868, quarante ans après la fondation des paroisses catholiques, Henry Fitzalan-Howard, XVe duc de Norfolk, confie à l'architecte Joseph Hansom la conception d'un nouveau sanctuaire catholique. Le style architectural de la cathédrale est de style gothique français, un style qui est très populaire entre 1300 et 1400, période pendant laquelle les ducs de Norfolk accèdent à la notoriété en Angleterre.
Après avoir été dédiée à saint Philippe Néri, elle changea de nom en 1971 à la suite de la canonisation de Philippe Howard, 13e comte d'Arundel, et à la translation de ses reliques dans la cathédrale. 

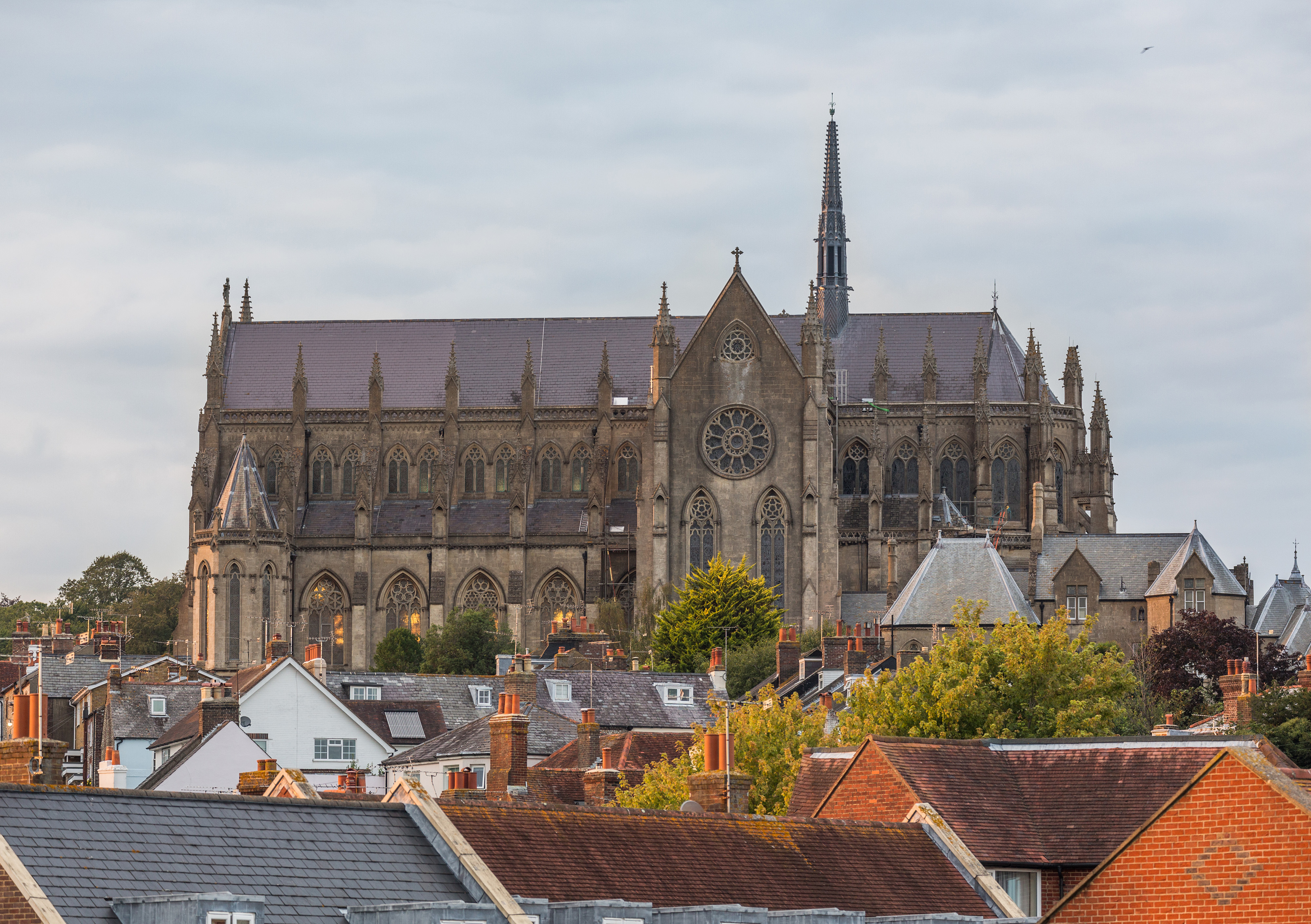
La cathédrale et sa situation dans la ville.
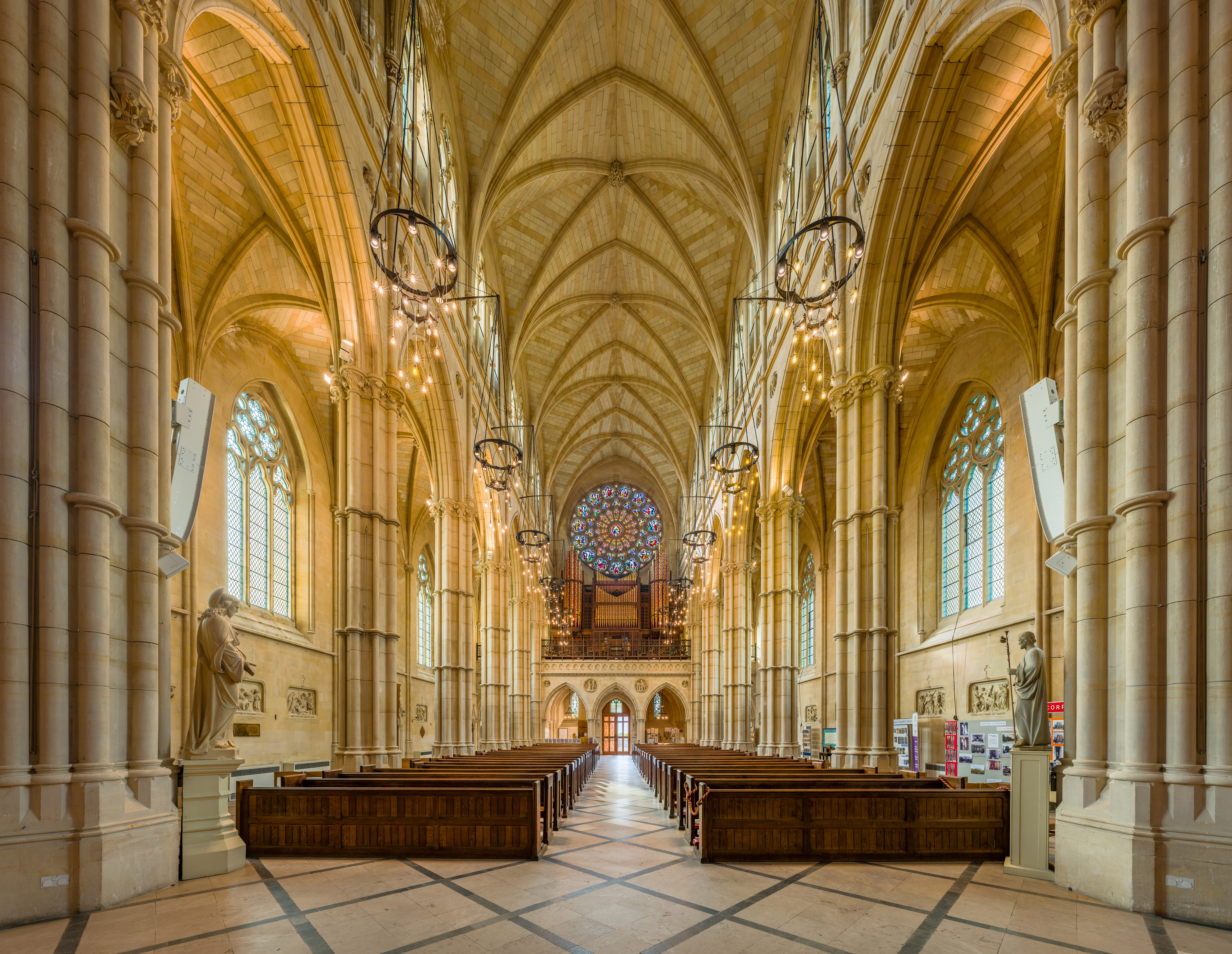
La nef.
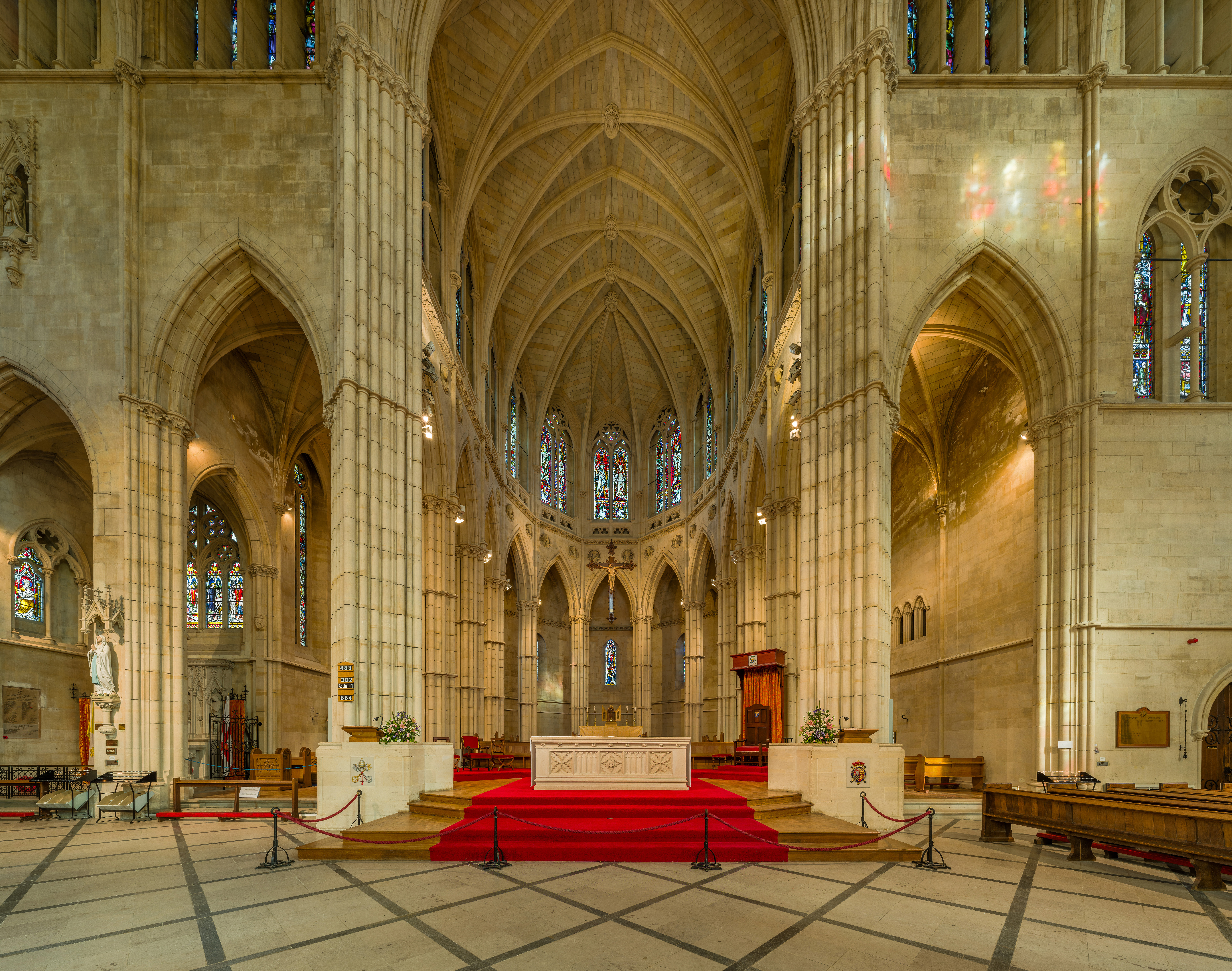
Le chœur.
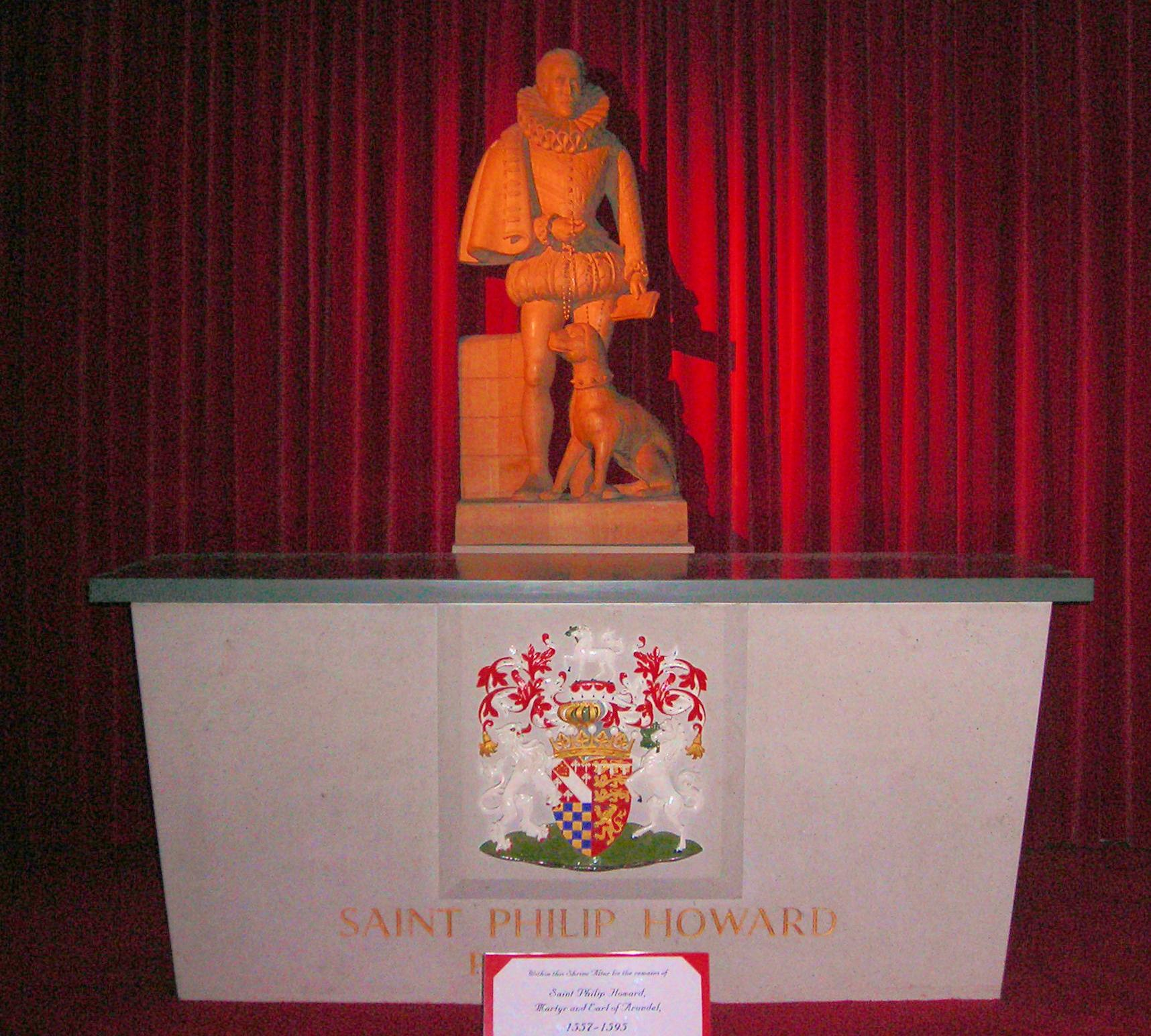
La châsse de saint Philippe Howard.

## Événement
La cathédrale est le lieu d'un célèbre vidéoclip de Libera.

### Fête-Dieu
Chaque année, un festival de fleurs est organisé pour célébrer la Fête-Dieu (Corpus Christi). Le tapis floral, créé en une journée par des bénévoles, suit un thème différent d'une édition à l'autre. Cette œuvre éphémère attire des pèlerins et des touristes du monde entier.

## Source
- (en) Cet article est partiellement ou en totalité issu de l’article de Wikipédia en anglais intitulé « Arundel Cathedral » (voir la liste des auteurs).